# Combat!
Combat! – amerykański serial wojenny emitowany w latach 1962–1967 w telewizyjnej stacji American Broadcasting Company (ABC). Na serial składają się 152 odcinki podzielone na 5 sezonów.

## Fabuła
Combat! opowiada o amerykańskim oddziale walczącym z Niemcami we Francji podczas II wojny światowej.

## Obsada
| Postać                           | Sezon 1                  | Sezon 2                  | Sezon 3                  | Sezon 4                  | Sezon 5                  |
| -------------------------------- | ------------------------ | ------------------------ | ------------------------ | ------------------------ | ------------------------ |
| ppor. Gil Hanley                 | Rick Jason (152 odcinki) | Rick Jason (152 odcinki) | Rick Jason (152 odcinki) | Rick Jason (152 odcinki) | Rick Jason (152 odcinki) |
| sierż. „Chip” Saunders           | Vic Morrow (152)         | Vic Morrow (152)         | Vic Morrow (152)         | Vic Morrow (152)         | Vic Morrow (152)         |
| st. szer. Paul „Caje” LeMay      | Pierre Jalbert (115)     | Pierre Jalbert (115)     | Pierre Jalbert (115)     | Pierre Jalbert (115)     | Pierre Jalbert (115)     |
| szer./st. szer. William G. Kirby | Jack Hogan (111)         | Jack Hogan (111)         | Jack Hogan (111)         | Jack Hogan (111)         | Jack Hogan (111)         |
| st. szer. „Littlejohn”           | Dick Peabody (100)       | Dick Peabody (100)       | Dick Peabody (100)       | Dick Peabody (100)       | Dick Peabody (100)       |
| st. szer. „Doc” Walton           | Steven Rogers (22)       |                          |                          |                          |                          |
| st. szer. „Doc”                  |                          | Conlan Carter (68)       | Conlan Carter (68)       | Conlan Carter (68)       | Conlan Carter (68)       |
| szer. Billy Nelson               | Tom Lowell (31)          | Tom Lowell (31)          |                          |                          |                          |
| szer. Braddock                   | Shecky Greene (8)        |                          |                          |                          |                          |
| szer. McCall                     |                          |                          |                          |                          | William Bryant (9)       |

oraz
- Walt Davis jako niemiecki żołnierz (73 odcinki)
- Paul Busch jako niemiecki oficer (34 odcinki)
- William Harlow jako szer. Davis (14 odcinków)
- Tom Pace jako żołnierz niemieckiej piechoty (11 odcinków)
- Horst Ebersberg jako sierż. Dekker - Niemiec (11 odcinków)
- Kurt Landen jako niemiecki sierżant (11 odcinków)
- Angelo De Meo jako niemiecki żołnierz (11 odcinków)
- Ed Deemer jako niemiecki żołnierz (10 odcinków)
- Fletcher Fist jako szer. Brockmeyer (10 odcinków)
- Peter Hellman jako niemiecki żołnierz (9 odcinków)
- Hank Brandt jako niemiecki podoficer (9 odcinków)
- Michael Masters jako podoficer (9 odcinków)
- Lou Robb jako kpt Roswald (9 odcinków)
- Louie Elias jako niemiecki żołnierz (9 odcinków)
- Beau Vanden Ecker jako amerykański żołnierz, kierowca (8 odcinków)
- Ross Sturlin jako niemiecki jeniec wojenny (8 odcinków)
- Sasha Harden jako por. Brummel (7 odcinków)
- Hans Difflipp jako płk Burgen (7 odcinków)
- Chris Anders jako niemiecki por. Krause (7 odcinków)
- Norbert Meisel jako niemiecki wartownik (7 odcinków)
- Dennis Robertson jako szer. Albert Baker (7 odcinków)